# Waldgebiet Hengwehr und Hanloer Mark
Das Naturschutzgebiet Waldgebiet Hengwehr und Hanloer Mark liegt auf dem Gebiet der Gemeinde Nottuln im Kreis Coesfeld in Nordrhein-Westfalen.
Das etwa 173,1 ha große Gebiet, das im Jahr 2003 unter Naturschutz gestellt wurde, erstreckt sich nordwestlich des Kernortes Nottuln an der am östlichen Rand vorbeiführenden Landesstraße L 577. Unweit südlich verläuft die B 525.